# Stripsipher longipes
Stripsipher longipes är en skalbaggsart som beskrevs av Nils Samuel Swederus 1787. Stripsipher longipes ingår i släktet Stripsipher och familjen Cetoniidae. Inga underarter finns listade i Catalogue of Life.